# Burn Notice
Burn Notice er en amerikansk tv-serie skabt af Matt Nix. Serien debuterede på USA Network den 28. juni 2007.